# Guigó-de-coimbra-filho
guigó-de-coimbra-filho (nome científico: Callicebus coimbrai), também genericamente referido como guigó, japuçá, saá, uaiapuçá, uapuçá, iapuçá, sauá, boca-d'água, zogó, zogue-zogue, sauá e calicebo, é um primata endêmico da Mata Atlântica da família dos piteciídeos (Pitheciidae) e da subfamília dos calicebíneos (Callicebinae). Foi descrito em 1999.
Vive em pequenos fragmentos florestais em Sergipe, à exemplo do Refúgio de Vida Silvestre Mata do Junco, localizado do Município de Capela, e no litoral norte da Bahia. Estima-se que não restem mais do que dois mil indivíduos. O Centro de Proteção de Primatas Brasileiros (CPB/ICMBio), a Universidade Federal de Sergipe, a Companhia de Desenvolvimento dos Vales do São Francisco e do Parnaíba (CODEVASF), o Instituto Brasileiro do Meio Ambiente e dos Recursos Naturais Renováveis de Sergipe (IBAMA/SE), e a Secretaria de Meio Ambiente e Recursos Hídricos de Sergipe (SEMARH/SE) conduzem o Projeto Guigó para estudo e conservação desta espécie.

## Etimologia
Guigó foi construído a partir de uma onomatopeia, enquanto sauá advém do tupi sawá ou sa'gwa, que por sua vez está ligado a sagwa'su, que significa literalmente "macaco grande". A forma tupi ainda gerou as demais variantes iapuçá, japuçá, uaiapuçá, uapuçá. Zogó e zogue-zogue têm origem obscura.

## Distribuição geográfica e habitat
Ocorre no limite norte das espécies do grupo personatus na Mata Atlântica: habita os estados de Sergipe e na Bahia, com o limite norte sendo o rio São Francisco e o sul, o rio Itapicuru, na Bahia. À oeste, parece ocorrer em alguns trechos de Caatinga, mas sua ocorrência é confirmada apenas nos fragmentos de florestas úmidas em Sergipe. De fato, sua ocorrência foi confirmada em 70 fragmentos de Mata Atlântica, sendo que provavelmente ocorre em duas unidades de conservação apenas: Estação Ecológica do Raso da Catarina na Bahia e Refúgio de Vida Silvestre Mata do Junco em Sergipe. É provável que a ocorrência na Caatinga esteja relacionada à sua ocorrência original, antes que o desmatamento desconectasse as florestas úmidas do litoral com as florestas secas do interior.
Habita preferencialmente áreas densamente arborizadas, preferindo o bosque denso e o dossel inferior. No entanto, ele é capaz de sobreviver em florestas degradadas ou fragmentadas, que atualmente compõem uma grande parte de seu alcance. Isto é devido a uma tolerância para áreas altamente degradadas, bem como a capacidade de sobreviver em áreas compostas principalmente de florestas de crescimento jovem ou secundário.

## Descrição
Distingue-se facilmente de outras formas do grupo Personatus que são o Guigó-mascarado (Callicebus personatus; É. Geoffroy, 1812), Callicebus nigrifrons (Spix, 1823), o Guigó-da-caatinga (Callicebus barbarabrownae; Hershkovitz, 1990) e Callicebus melanochir (Wied-Neuwied, 1820). As diferenças mais visíveis estão na coloração da pelagem, a testa, coroa, ouvido pretos, e ter um padrão listrado que lembra a de uma zebra na parte anterior das costas. Características distintas de sua morfologia dentária e craniometria também são descritas. Em comparação com outros membros do seu grupo, o crânio é menor, e em forma ligeiramente diferente. Os dentes são também mais em forma de U, em oposição aos outros em forma de V exibidos por outros membros do grupo Personatus. Também apresenta diferente superfície dentária no seu primeiro e segundo molares superiores, quando comparado com outros membros do grupo.

## Comportamento
O guigó-de-coimbra-filho, tem uma dieta que consiste principalmente de folhas, mas também inclui várias frutas. Geralmente vive em pequenos grupos compostos por três a cinco membros. Esse grupo geralmente contém um casal reprodutor e seus descendentes diretos que ainda vão atingir a maturidade sexual. No entanto, ao atingir a maturidade sexual os indivíduos deixam seus grupos natais, e muitas vezes emigram para novas áreas. O tamanho de sua ocorrência varia, com algumas ocorrências registradas de escalas tão pequenas quanto 2 hectares (4,9 acres), e outras maiores que 20 hectares (49 acres). Também apresenta comportamento territorial e defensivo extremo quando ameaçado.

## Conservação
O guigó-de-coimbra-filho é atualmente considerado como ameaçadas de extinção na Lista Vermelha da IUCN devido a uma variedade de ameaças, tanto naturais quanto humanas, incluindo a perda de habitat e sua consequente fragmentação, as opções reprodutivas limitadas, e aumento da predação. Outras ameaças incluem potenciais perigos de estradas e linhas de energia e de predação por animais domésticos. A pressão da caça precisa ser determinada, mas provavelmente é moderada devido ao tamanho reduzido do corpo. Durante extensas pesquisas, alguns indivíduos foram encontrados sendo mantidos como animais de estimação
A ameaça biológica primária para ele vem a partir de o seu comportamento de acasalamento. Enquanto os membros juvenis das espécies permanecem em seus grupos natais, na maturidade sexual saem e vivem independentes. Juntamente com a fragmentação do habitat enfrentado pela espécie, este comportamento limita o número de indivíduos sexualmente maduros em cada fragmento da população, limitando as opções reprodutivas.
A distribuição geográfica natural da espécie contribui também uma ameaça para a espécie. O guigó-de-coimbra-filho só ocorre naturalmente nas florestas costeiras no Nordeste do Brasil. Esta é uma área relativamente pequena nos estados de Sergipe e Bahia. Devido a este pequeno intervalo, quaisquer perturbações a essas áreas representam uma ameaça maior do que o normal para a sobrevivência da espécie.
Mais do que qualquer outra coisa no entanto, a interferência humana é a fonte de diversos problemas para ele. As áreas em torno e dentro de seu habitat estão sendo desenvolvidas, incluindo a pavimentação de estradas e na promoção do turismo. Da mesma forma, está enfrentando perda de habitat devido ao aumento da exploração madeireira na área. Áreas florestais habitadas pelo guigó-de-coimbra-filho também estão sendo rapidamente convertida em pastos para pecuária. Até o início de 1900, as florestas costeiras em Sergipe haviam sido reduzidas para menos de 40% do tamanho de sua cobertura original. Essa tendência continuou durante todo o século XX, e estas florestas costeiras agora cobrem menos de 1% de seu tamanho original. Essas atividades estão levando a uma elevada fragmentação do habitat. Esta fragmentação limita o tamanho das populações reprodutivas, o que limita a diversidade genética. Essa fragmentação também aumenta o risco de predação, como os guigós são forçados a se deslocar de um fragmento para outro, expondo-os a um maior risco de predação.
A partir de 2005, não foram feitas tentativas para iniciar um programa de reprodução em cativeiro para a espécie, apesar de uma população selvagem estimada em apenas 500 a 1000 indivíduos restantes.
O guigó-de-coimbra-filho foi colocado na Lista Nacional das Espécies da Fauna Brasileira Ameaçadas de Extinção em 2003, gerido pela  projeto Primatas do Norte da Mata Atlântica e Caatinga. Esta organização é responsável por estudar a situação atual e as ameaças à espécie, bem como desenvolver e gerir um plano para a conservação dela.
Estudos recentes têm demonstrado que, devido ao número relativamente elevado de indivíduos, bem como a sua tolerância para perda e a fragmentação do habitat, a espécie tem uma projeção positiva. No entanto, devem ser tomadas medidas para evitar que a perda de habitat e a fragmentação ameaçe a espécie, bem como a implementação de planos para ajudar na sustentabilidade da espécie.